# Орленко, Тимофей Семёнович
Тимофей Семёнович Орленко (10 июня 1901 — 14 октября 1941) — советский военачальник, участник Великой Отечественной войны.

## Биография
Тимофей Семёнович Орленко родился 10 июня 1901 года в селе Чалбурда Днепровского уезда Таврической губернии. Украинец.
В 1917 году вступил в Красную гвардию. В Красной Армии с февраля 1918 года. Участник Гражданской войны в России. Участвовал в боях с белогвардейскими войсками на Семиреченском и Туркестанском фронтах, а также под Оренбургом. В составе 4-го кавалерийского полка сражался с войсками Эмира Бухарского. За боевые отличия 20 августа 1922 года был награждён орденом Красной Звезды и Полумесяца Бухарской Народной Республики.
После войны в 1925 году окончил Объединённую военную школу им. В. И. Ленина в г. Ташкенте. Затем проходил службу в 69-м Уманском Краснознамённом кавалерийском полку СКВО. В сентябре 1929 года после окончания кавалерийских КУКС РККА в г. Новочеркасске, вернулся в полк и был назначен врид начальника полковой школы. В 1937 году после окончания командного факультета Военной академии механизации и моторизации РККА им. И. В. Сталина назначен командиром танкового батальона в 13-ю механизированную бригаду МВО. С ноября 1938 года по июль 1940 года на учёбе в Академии Генштаба РККА. Затем служил в 4-м отделе Организационного управления Генштаба Красной армии. В конце ноября 1940 года вступил в командование 11-й моторизованной пулемётно-артиллерийской бригадой в Прибалтийском Особом военном округе. В марте 1941 года назначен командиром формирующейся 23-й танковой дивизии.
В начале Великой Отечественной войны дивизия в составе 12-го механизированного корпуса участвовала в приграничном сражении на Северо-Западном фронте. В сложных условиях начального периода войны части дивизии нанесли ряд контрударов по немецким войскам под Шяуляем, прикрывали отход частей 10-го стрелкового корпуса, обороняли переправы через реку Череха южнее Пскова. В ходе боевых действий дивизия понесла большие потери и в первой половине августа была расформирована.
В период с 22.08.1941 по 16.09.1941 Т. С. Орленко, командуя 311-й стрелковой дивизией, умело использовал свой боевой опыт использования танковых частей, переподчинил себе 119-й отдельный танковый батальон, придал ему стрелковую роту в качестве десанта и использовал в качестве бронированного кулака при наступлении дивизии на Кириши. В результате организованного взаимодействия пехоты с артиллерией и танками Ново-Кириши были возвращены 9 сентября 1941 года.
В конце августа был назначен командиром 28-й танковой дивизии, а в сентябре — командиром 20-й танковой бригады, находившейся на формировании в г. Владимире. В начале октября бригада была направлена на Западный фронт, где вошла в состав 5-й армии.
Характеристику Т. С. Орленко как боевому командиру оставил в своих мемуарах генерал-майор Д. Д. Лелюшенко: 

«О нём я слышал много хорошего ещё в Прибалтике, в самом начале войны. Тогда он командовал 22-й танковой дивизией и под Шяуляем нанес сильный удар 41-му танковому корпусу генерала Рейнгардта. Орленко был храбрый и опытный офицер. Его атлетическая фигура в синем комбинезоне появлялась то здесь, то там. Он всегда прислушивался к предложениям подчиненных, спокойно отдавал распоряжения, и подчиненные понимали его с полуслова. Добродушное, слегка тронутое оспой лицо полковника постоянно светилось лукавой улыбкой. Со стороны казалось, что Орленко ни во что не вмешивается, но все в его подразделениях делалось так, как он хотел. Во всем чувствовалась организующая воля командира».— Лелюшенко Д. Д. Заря победы. — М.: Воениздат, 1966.
.
14 октября при поездке в район расположения 20-го танкового полка у Артемки полковник Т. С. Орленко остановил две автомашины, пытавшиеся выехать из района боевых действий в тыл и потребовал от находившихся в машинах вернуться на фронт. В ответ неизвестный выстрелами из револьвера смертельно ранил офицера. Тимофей Семёнович был доставлен в госпиталь № 393, но к тому времени уже скончался. Захоронен на Преображенском кладбище города Москвы, 48-й участок воинских захоронений, ряд 10 могила 2.

## Награды
- Орден Красной Звезды и Полумесяца Бухарской Народной Республики III степени
- Медаль «XX лет Рабоче-Крестьянской Красной Армии»
- Наградное оружие

## Память
Образ полковника Орленко был воплощён в киноэпопее «Битва за Москву», где его гибель была обыграна иным образом и при иных обстоятельствах.